# Rue Valade
La rue Valade (en occitan : carrièra Valada) est une voie de Toulouse, chef-lieu de la région Occitanie, dans le Midi de la France.

## Situation

### Description
La rue Valade est une voie publique. Elle traverse l'ouest du quartier Arnaud-Bernard, dans le secteur 1 - Centre. Longue de 291 mètres, elle naît sur le côté nord-est de la place Saint-Pierre, dans l'axe du pont Saint-Pierre, et suit un tracé relativement rectiligne orienté au nord-est. Elle se sépare après 42 mètres de la rue Pargaminières. Elle reçoit ensuite la rue de la Bastide, à droite. Elle débouche 59 mètres plus loin en s'élargissant sur la place Anatole-France. Elle est prolongée au-delà, au nord-est, par la rue Albert-Lautman, puis par la rue Émile-Cartailhac, qui aboutit sur la place Saint-Sernin.
La chaussée compte une seule voie de circulation automobile en sens unique, de la place Saint-Pierre vers la place Anatole-France. Elle est définie comme une zone de rencontre et la vitesse y est limitée à 20 km/h. La rue est en double-sens cyclable, et une piste cyclable existe vers la place Saint-Pierre, depuis début 2024,.

### Voies rencontrées
La rue Valade rencontre les voies suivantes, dans l'ordre des numéros croissants (« g » indique que la rue se situe à gauche, « d » à droite) :
1. Place Saint-Pierre (g)
2. Rue Pargaminières (d)
3. Rue de la Bastide (d)
4. Rue du Doyen-Gabriel-Marty (g)
5. Place Anatole-France (d)

### Transports
La rue Valade est parcourue et desservie par la navette Ville. Elle se trouve par ailleurs à proximité de la station Capitole de la ligne  du métro.
Plusieurs stations de vélos en libre-service VélôToulouse se trouvent dans la rue Valade ou dans les rues voisines : la station no 28 (6 place Saint-Pierre), no 29 (31 rue Valade) et no 30 (40 place Anatole-France).

## Odonymie
L'origine du nom de la rue Valade est obscure. Les formes connues les plus anciennes, XIIIe et XIVe siècles, en latin médiéval – carraria de Balatis, de Vallatis, Valadus – ou en occitan médiéval – carriera de Balades, den Baladas –, restent peu claires. Ces formes suggèrent la présence de fossés (valat ou vallat, « fossé » en occitan), mais il faut probablement écarter l'hypothèse d'un lien avec le rempart de la ville, dont le parcours était plus au sud, parallèle à la rue Pargaminières. Pierre Salies n'écarte pas non plus la possibilité d'un lien avec l'ancien port Saint-Pierre, puisque la rue était en descente (davalada, « descente » en occitan) vers les rives de la Garonne. Il n'est enfin pas exclu que ce nom soit lié à une famille du nom de Valades,.
Le nom de la rue Valade n'évolua que peu au cours des siècles – même s'il ne prit la forme du singulier qu'à la fin du XVIIe siècle. Après l'établissement du couvent des Chartreux (actuel no 21), la rue fut souvent désignée de leur nom, surtout à la fin du XVIIIe siècle. On l'appelait également rue des Capucins, en raison de leur couvent (actuelle place Anatole-France). En 1794, pendant la Révolution française, la rue et la place Valade furent renommées ensemble du nom de William Penn, quaker anglais qui avait obtenu du roi d'Angleterre Charles II un territoire américain, la Pennsylvanie, dont il avait fait une colonie modèle.

## Histoire

### Moyen Âge
Au Moyen Âge, le quartier de l'actuelle rue Valade se trouve hors de l'enceinte de la ville, au nord de la Porterie, la porte nord (emplacement de l'actuelle place du Capitole). C'est dans la première moitié du XIIe siècle qu'elle commence à s'urbaniser, grâce au développement du bourg autour de l'abbaye Saint-Sernin. Elle se trouve en effet sur le chemin qui va du port Bidou (actuel port Saint-Pierre), sur la Garonne, à l'enclos de l'abbaye (actuelle place Saint-Sernin), et devient un des axes structurants du bourg Saint-Sernin,.
Le quartier connaît un véritable développement à partir du XIIIe siècle, autour de la nouvelle université toulousaine, qui s'établit non loin de la rue Valade, dans les couvents des franciscains – ou des Cordeliers – et des dominicains – ou des Jacobins. C'est là, au nord du « quartier latin » toulousain, que sont fondés plusieurs collèges de boursiers, pour recevoir des étudiants pauvres et leur fournir logement, nourriture et outils de travail. Un des plus anciens de ces collèges médiévaux est le collège de Moissac, fondé en 1286 par l'abbé de Moissac, Bertrand II de Montaigu, pour les moines de son abbaye, et qui possède un vaste terrain et même une vigne sous les murs de la ville. À l'autre bout de la rue, près de la place Valade (actuelle place Anatole-France), se trouve le collège de Verdale (emplacement de l'actuel no 2 rue du Doyen-Marty), fondé en 1337 par le testament d'Arnaud de Verdale, évêque de Maguelone et ancien professeur de droit à l'université de Toulouse. Il reçoit douze étudiants, dont deux clercs. Il voisine avec le collège de Montlezun, fondé en 1339 pour six étudiants, dont un prêtre, par Guillaume de Montlezun, ancien professeur de droit canon et abbé de Montierneuf à Poitiers. De l'autre côté de la place se trouve d'ailleurs le collège de Narbonne (actuels no 8 à 12 rue Antoine-Deville), fondé en 1343 par l'archevêque de Narbonne, Gasbert de Valle, important prélat de la cour pontificale à Avignon et camérier des papes Jean XXII, Benoît XII et Clément VI, qui avait étudié le droit à l'université de Toulouse. Il abrite douze étudiants, dont deux de la ville d'Arles, deux du diocèse d'Arles et deux d'Aussac.

### Période moderne
Au XVIe siècle, les autorités de la ville sont touchées par les idées d'humanisme et de réforme des études. En 1551, à la suite de l'édit donné au mois de juillet à Nantes par le roi Henri II, les collèges de la ville sont fermés, pour permettre l'ouverture d'un grand collège municipal, le collège de l'Esquile (actuels no 1 rue de l'Esquile et no 69 rue du Taur). Les collèges de Verdale et de Montlezun sont fermés et leurs bâtiments vendus en 1582 aux capucins qui y installent leur couvent. Ces derniers, implantés en France depuis 1563, sont venus à Toulouse avec le soutien de Jean-Étienne Duranti, premier président au Parlement de Toulouse. La chapelle de l'ancien collège de Verdale, transformée et augmentée d'un chœur, cède la place à une construction plus importante, édifiée entre 1597 et 1600. Les fondations universitaires se poursuivent cependant : en 1554, Jacques de Secondat, vicaire général de Toulouse, fonde un collège pour cinq étudiants en théologie et un prêtre.
Au XVIIe siècle, le mouvement de la Réforme catholique, dans le prolongement du concile de Trente, se fait sentir à Toulouse qui est devenu un véritable bastion catholique face aux progrès de la Réforme protestante. Les moines chartreux de l'abbaye Notre-Dame-de-Bellevue de Saïx, près de Castres, qui avait été détruite en 1567 par les protestants durant les guerres de religion, s'étaient établis à Toulouse dès 1569 dans l'église Saint-Pierre-des-Cuisines. Ils acquièrent les bâtiments de l'ancien collège de Moissac et font construire, entre 1607 et 1612, les bâtiments de leur couvent et leur église, placée à l'origine sous l'invocation de Marie et Paul de Thèbes. Le grand cloître et les maisons des Chartreux qui l'entourent sont construits postérieurement, entre 1655 et 1670 environ. Chaque maisonnette est liée à un jardinet individuel et clos, comme le veut la règle de saint Bruno.
En 1626, par un bref du pape Urbain VIII, un séminaire est fondé pour la formation des prêtres irlandais qui veulent compléter leur formation ecclésiastique. Ce séminaire ou collège des Irlandais est installé dans la rue Valade (emplacement de l'actuel no 34). En décembre 1659, il reçoit le soutien de la régente, Anne d'Autriche, et prend le nom de séminaire de Sainte-Anne-la-Royale. Il est placé sous l'autorité de l'archevêque de Toulouse et doté par la régente d'une rente de 1 200 livres. Le séminaire doit assurer l'accueil de douze prêtres et étudiants irlandais pour une durée des études de huit ans,.
En 1662, la congrégation des Filles de l'Enfance, fondée en 1656 par l'abbé Gabriel de Ciron et Jeanne de Juliard, « madame de Mondonville », s'installe sur une vaste propriété entre la rue Valade (actuels no 32 à 32 bis) et la rue Pargaminières (actuels no 36 à 42) appartenant à Ramond Durand, seigneur de La Bastide et trésorier général de France. En 1651, Gabriel de Ciron, issu d'une famille de magistrats toulousains, infatigable prédicateur, a déjà fondé dans l'église Saint-Pierre-des-Cuisines le séminaire des Hautes-Sciences, qui s'adresse aux clercs devant exercer leur ministère dans les milieux instruits. Quelques années plus tard, il en change la destination, et en fait le Séminaire des Nouveaux Convertis, en direction des protestants qui viennent de se convertir au catholicisme. Dans la même idée, l'institution des Filles de l'Enfance se consacre à l'éducation des jeunes filles protestantes converties au catholicisme. Mais Gabriel de Ciron et Jeanne de Juliard sont suspects de jansénisme et, malgré le soutien passif de nombreux parlementaires toulousains, favorables aux milieux jansénistes, ils sont inquiétés. Le séminaire des Nouveaux Convertis est fermé en 1675, après la mort de Gabriel de Ciron, et la congrégation des Filles de l'Enfance est supprimée en 1686 sur ordre du roi Louis XIV, tandis que leur couvent est fermé. Les bâtiments de la rue Valade sont immédiatement cédés par l'archevêque de Toulouse, Joseph de Montpezat de Carbon, aux jésuites pour qu'ils y installent le séminaire diocésain, dont il leur a confié la fondation deux ans plus tôt.
Les fondations pieuses se poursuivent au XVIIIe siècle. En 1763, après l'expulsion des jésuites ordonnée par le roi Louis XV l'année précédente, leurs propriétés sont cédées à de nouveaux administrateurs. Le séminaire diocésain est confié par l'archevêque, Étienne-Charles de Loménie de Brienne, à Antoine de Calvet. Ce prêtre, fils de Jean-Joseph de Calvet, trésorier général, puis premier président au bureau des finances de la généralité de Toulouse, avait déjà fondé, en 1738, un séminaire confié à la Compagnie des prêtres de Saint-Sulpice, le séminaire Saint-Charles (actuel lycée Ozenne, no 7-9 rue Merly). Un nouveau séminaire est peu à peu élevé entre 1763 et 1784, à l'emplacement des anciens bâtiments des Filles de l'Enfance, sur la rue Valade (actuels no 30 bis-32 bis). Il est, comme le séminaire Saint-Charles, confié aux sulpiciens et placé sous la direction d'Antoine de Calvet, jusqu'à son départ en 1784.

### Époque contemporaine

#### Révolution française et Premier Empire
La Révolution française, dans ce quartier qui compte de nombreuses institutions religieuses, apporte des bouleversements. La rue Valade est bordée de plusieurs couvents – des Chartreux et des Capucins – et séminaires – de Calvet et des Irlandais. En 1791, les congrégations religieuses sont supprimées et toutes leurs propriétés deviennent biens nationaux. À partir de 1793, avec la guerre que mène la France contre les États européens coalisés, Toulouse devient une place forte et abrite de nombreuses institutions militaires. L'église, le couvent et le vaste enclos des chartreux servent d'arsenal, avec un atelier de fabrication, des dépôts d'armes, magasin à poudre. Le couvent des Capucins devient magasin général des hospices, puis école d'Artillerie. Enfin, une salle d'armes est ouverte dans l'église Saint-Pierre-des-Cuisines. En 1798, le séminaire de Calvet est quant à lui transformé en caserne, la caserne Dupuy, dévolue au 83e régiment, qui occupe également la caserne Pelet (emplacement de l'actuel no 34 rue des Trente-Six-Ponts).
L'église Saint-Pierre-des-Cuisines étant occupée par le ministère de la Guerre, le quartier Saint-Pierre manque d'une église paroissiale. En 1792, c'est finalement l'église des Chartreux qui est choisie et, rendue au culte et placée sous l'invocation de l'apôtre Pierre, devient l'église de la paroisse.

#### AuXIXesiècleet dans la première moitié duXXesiècle
Au cours du XIXe siècle, le développement du quartier militaire autour de la rue Valade provoque plusieurs aménagements, mais aussi des destructions. En 1845, les cellules, le réfectoire et une partie du cloître de l'ancien couvent des Chartreux sont démolis. À partir de 1870, les programmes d'armement favorisent le développement de l'arsenal toulousain, dont une partie des activités est déplacée sur le nouveau site de la Cartoucherie, avenue de Bayonne (emplacement des actuels no 155 à 205 avenue de Grande-Bretagne).
En 1898, la municipalité, propriétaire de la caserne Dupuy, souhaite en retrouver l'usage et, par un accord avec le ministère de la Guerre, fait construire la caserne Niel entre 1901 et 1906, au faubourg Saint-Agne.
À partir de 1937, une partie des bâtiments de l'ancienne caserne Dupuy est occupée par les ateliers des sections professionnelles de l'école de la Patte d'Oie et de l'école Marengo. Pendant la Seconde Guerre mondiale, les bâtiments de l'ancien séminaire sont occupés par le Service des régimes.

#### Depuis 1945
C'est dans la deuxième moitié du XXe siècle que le quartier de la rue Valade connaît de nouveaux changements. Les bâtiments de l'ancienne caserne Dupuy sont affectés à plusieurs services municipaux – comme le service des élections et la police administrative – et devient l'Îlot Valade. Le Palais des Grâces, qui lui fait face, abrite également des services municipaux.
Surtout, le départ des dernières activités de l'arsenal entre 1951 et 1965 laisse un vaste domaine entre les mains de l'État, au cœur de la ville. Les travaux commencent au nord du quadrilatère de l'ancien arsenal, par la construction de la Cité administrative. Du côté de la rue Valade, l'espace est attribué en 1964 à l'université, pour y construire les nouveaux bâtiments de la faculté de droit – devenue université des Sciences sociales en 1968 (actuelle université Toulouse-I-Capitole). Les travaux commencent en 1968 et se prolongent jusqu'en 1975 sous la direction de l'architecte Noël Le Maresquier, avec l'édification des bâtiments d'enseignement et de recherche, d'une bibliothèque interuniversitaire, d'un restaurant et d'une cité universitaire. Au cœur de cet espace, dans les jardins de l'université, sont conservés les vestiges du cloître des Chartreux.
En 1986, l'Hôtel Saint-Pierre et des Jardins de l'Université, deux programmes HLM de la rue Valade (Société HLM de l'Université et Société HLM des Chalets).
En 2007, l'église Saint-Pierre des Chartreux devient la paroisse étudiante de la ville.

## Patrimoine

### Couvent des Chartreux
- no  21 : chartreuse de Toulouse et église Saint-Pierre des Chartreux.  Classé MH (1956, église, atrium et galerie) et  Inscrit MH (1964, vestiges du cloître)[29],[30].

### Îlot Valade
no  30 bis-32 bis :  Inscrit MH (1965, façades et toitures des bâtiments entourant les deux cours sur la rue Valade, y compris le mur de clôture et les portes).

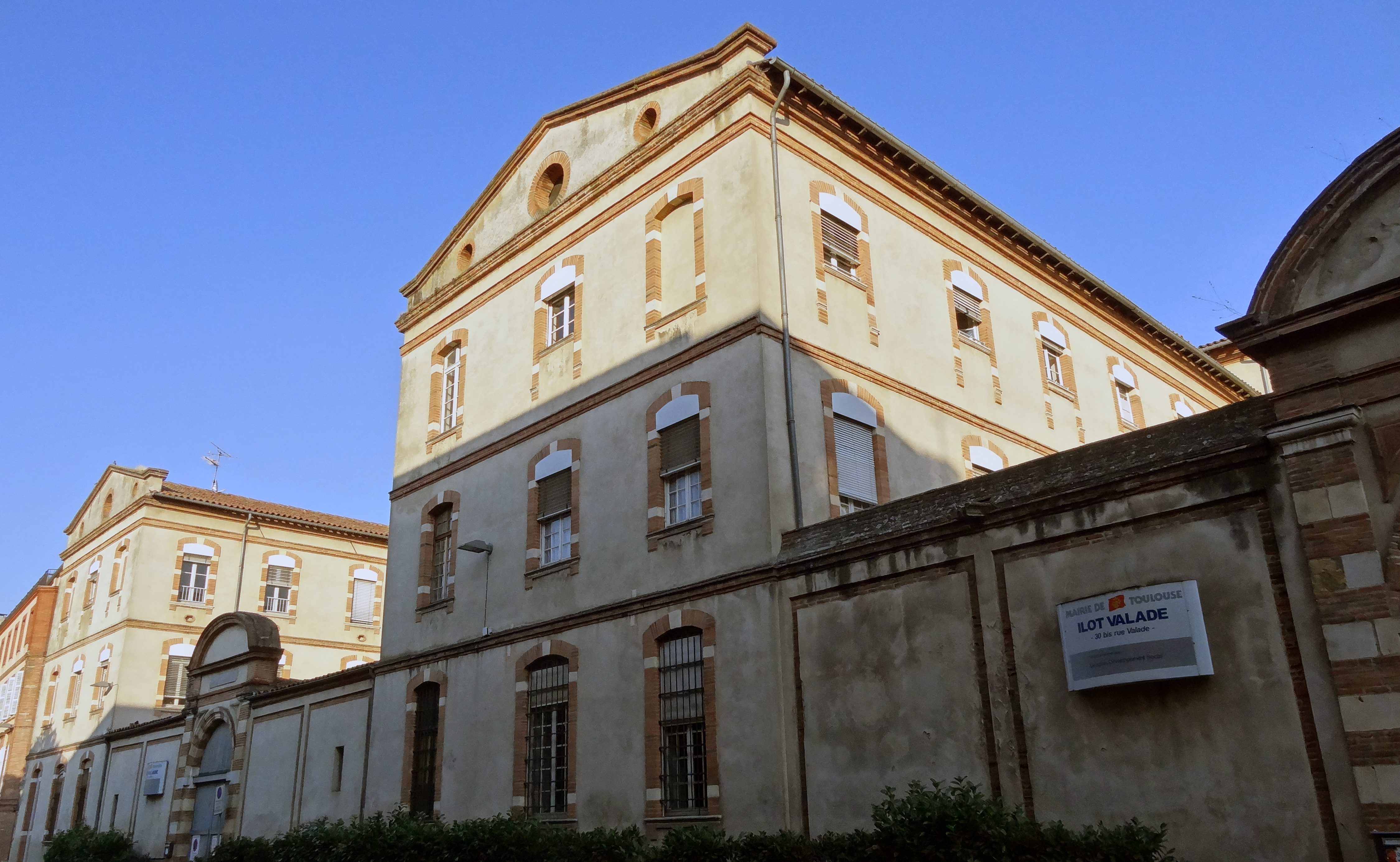
Vue d'ensemble de l'ancien séminaire.

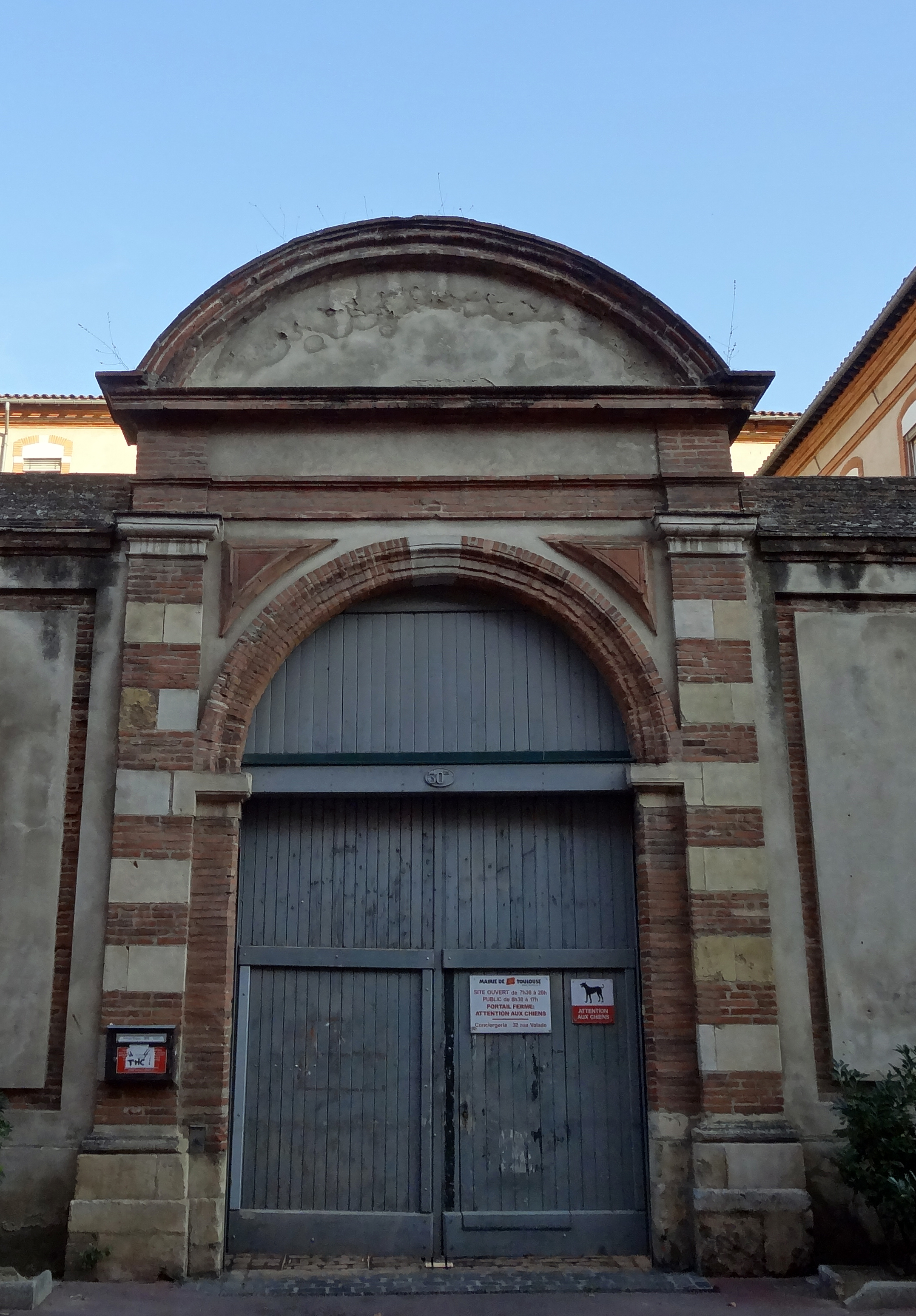
Détail d'un portail.

Les services municipaux occupent, depuis les années 1970, les bâtiments de l'ancien séminaire diocésain, fondé en 1784 par l'archevêque de Toulouse, Étienne-Charles de Loménie de Brienne, et confié aux prêtres de Saint-Sulpice. Ils occupent une vaste parcelle entre la rue Valade (actuels no 30 bis-32 bis), la rue de la Bastide et la rue Pargaminières (actuels no 34), qui était occupée dans la seconde moitié du XVIIe siècle par la congrégation des Filles de l'Enfance créée à Toulouse en 1662 par Mme de Mondonville, puis supprimée en 1686. Après la Révolution française, les bâtiments sont dévolus à l'administration militaire, qui l'occupe sous le nom de caserne Dupuy jusqu'à son départ dans les années 1970.
Il subsiste des bâtiments anciens une niche en pierre Renaissance du XVIe siècle, à l'angle de la rue Valade et de la rue de la Bastide : elle figure deux personnages, dont un barbu, qui soutiennent la niche proprement dite, encadrée de pilastres et surmontée d'une coquille, coiffée par un toit bombé. L'ancien séminaire, élevé entre 1763 et 1784, forme un vaste ensemble, à l'architecture néo-classique monumentale et dépouillée. Il se compose de plusieurs corps de bâtiment : un long corps de bâtiment, parallèle à la rue Valade, qui s'élève sur trois étages, et trois ailes perpendiculaires en retour plus basses, qui s'élèvent sur deux étages et ménagent deux cours fermées par de hauts murs de clôture. Chaque cour s'ouvre sur la rue Valade par un portail monumental en pierre et brique alternés, inscrit dans un arc voûté en plein cintre et encadré de pilastres à chapiteaux doriques soutenant un entablement surmonté d'un fronton curviligne. Sur les deux cours, les élévations sont homogènes. Les niveaux sont séparés par des cordons moulurés et éclairés par des fenêtres segmentaires dont l'agrafe est en pierre. Enfin, les ailes en retour sont surmontées de frontons triangulaires percés d'œils-de-bœuf.

### Immeubles et maisons
- no  1 : immeuble. 
L'immeuble est en partie construit dans le dernier quart du XVIIIe siècle, sur les plans donnés par l'architecte Joseph de Saget pour l'aménagement des quais et de la place Saint-Pierre. Le rez-de-chaussée et l'entresol sont embrassés par une grande arcade en plein cintre, dont l'imposte est marquée par des chapiteaux doriques et la clé porte une agrafe en pierre. Le rez-de-chaussée est largement dégagé par des ouvertures de boutiques rectangulaires, tandis que l'entresol est percé de fenêtres. Les deux étages supérieurs ont été élevés au XIXe siècle, ne respectant que partiellement les exigences du projet de Saget. Ils sont éclairés par des fenêtres segmentaires. Celles du 1er étage sont mises en valeur par un balcon continu, celles du 2e étage par des balconnets, soutenus par des consoles en pierre et dotés de garde-corps en fonte. L'élévation est couronnée par une large corniche moulurée[33].

- no  3 : immeuble. 
L'immeuble est en partie construit dans le dernier quart du XVIIIe siècle, sur les plans donnés par l'architecte Joseph de Saget pour l'aménagement des quais et de la place Saint-Pierre. Le rez-de-chaussée et l'entresol sont embrassés par de grandes arcades, séparées par de larges dosserets. Elles sont voûtées en plein cintre, et ont l'imposte marquée par des chapiteaux doriques et la clé porte une agrafe en pierre. Le rez-de-chaussée est largement dégagé par des ouvertures de boutiques rectangulaires, tandis que l'entresol est percé de fenêtres. Une large corniche moulurée sépare l'entresol du 1er étage, aménagé plus tardivement au XIXe siècle. Des colonnes supportent une structure en bois[34].

- no  17 : immeuble. 
L'immeuble, de style néo-classique, est construit dans la deuxième moitié du XVIIIe siècle. Au rez-de-chaussée, une grande ouverture de boutique est encadrée d'une ouverture plus étroite à gauche, et de la porte piétonne, à droite, qui a conservé sa menuiserie en bois et une imposte en fer forgé. Une corniche sépare le rez-de-chaussée des deux étages décroissants. Les fenêtres du 1er étage ont des garde-corps en fer forgé et sont séparées des fenêtres du 2e étage par des tables. L'élévation est couronnée par une large corniche moulurée[35].

- no  20 : maison en corondage. 
La maison, construite dans la deuxième moitié du XVIIIe siècle, se développe sur un étage et un niveau de comble à surcroît. Le rez-de-chaussée est maçonné en brique. À gauche, la porte piétonne est surmontée d'une corniche et d'une petite ouverture carrée fermée par un croisillon. À droite, l'arcade de boutique a été remplacée par une poutre métallique entre 2002 et 2008. Les étages sont décroissants et bâtis en pan de bois hourdé de brique. Au 1er étage, les fenêtres ont des corniches et des appuis moulurés en bois[36].

- no  24 : maison. 
La maison est construite en 1779, mais depuis des travaux de rénovation au début du XXIe siècle, seule la façade en a été conservée. Au rez-de-chaussée, la porte a un encadrement mouluré qui porte la date de construction et un monogramme aux lettres BGC, et elle est encadrée de pilastres qui soutiennent un entablement orné de triglyphes et surmonté d'une corniche. La menuiserie a été refaite en conservant les éléments d'origine. L'élévation est surmontée par une large corniche à modillons[37].

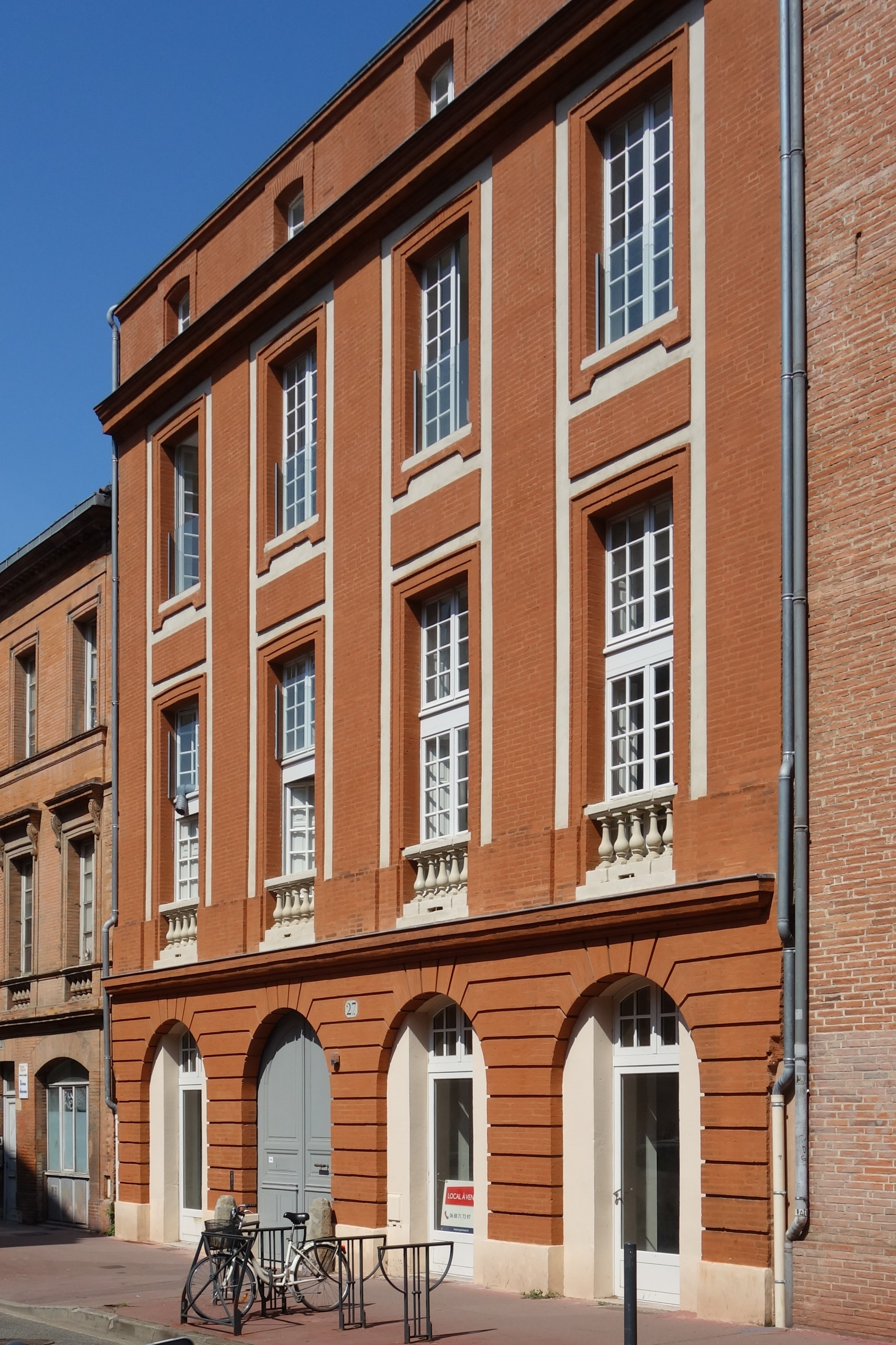
no 27 : façade sur rue du « palais des Grâces ».

- no  27 : Palais des Grâces.  Classé MH (1977, immeuble, y compris les restes du décor intérieur)[38]. 
La maison, dite Palais des Grâces, est construite dans la seconde moitié du XVIIIe siècle. Elle présente sur la rue Valade une façade de style néoclassique. L'élévation, symétrique, compte quatre travées. Le rez-de-chaussée, rythmée par quatre grandes arcades en plein cintre, est traité en bossage. Aux étages, les fenêtres rectangulaires ont des chambranles finement moulurés. Celles du 1er étage ont des garde-corps à balustres en pierre. La verticalité de la façade est soulignée par les dosserets qui séparent les travées et par les tables qui s'intercalent entre les fenêtres. L'élévation est couronnée par une large corniche moulurée. Elle est surmontée d'un attique qui masque l'aménagement d'un 3e étage en 1982, sous la direction de l'architecte en chef des monuments historiques Bernard Voinchet, afin d'accueillir plusieurs services municipaux. À l'intérieur subsiste l'escalier qui monte jusqu'au 1er étage. Un des salons conserve des décors stuqués qui se concentrent au niveau des encadrements et des dessus de portes, de la cheminée et du plafond. Il présente des scènes mythologiques et un décor de feuillages[39].

- no  29 : immeuble Valade. 
L'immeuble est construit en 1984 par les architectes Bernard Voinchet et Jean-Pierre Charrère, pour le compte de la S.A. H.L.M. Université de Toulouse. Son architecture post-moderne s'inscrit dans la continuité des façades des immeubles voisins[40].

### Parc et jardin publics
- no  31 : jardin de l'Université.

## Personnalité

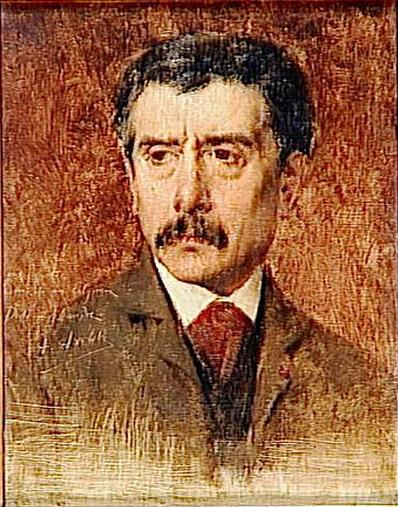
Autoportrait (1885, musée des Beaux-Arts d'Angers).

- Alexandre Falguière (1831-1900) : le sculpteur et peintre toulousain, fils d'un ébéniste, est né dans une maison de la rue (emplacement de l'actuel no 5)[41].